# Смирнов, Андрей Викторович (украинский футболист)
Андрей Викторович Смирнов (укр. Андрій Вікторович Смірнов; род. 29 октября 1977, Джанкой, Крымская область) — украинский футболист, защитник. Выступал за ряд украинских команд, таких как: симферопольская «Таврия», «Каховка» и мелитопольское «Торпедо».

## Биография
12 мая 1995 года провёл свой единственный матч в чемпионате Украины, играя за симферопольскую «Таврию» в выездном поединке против тернопольской «Нивы» (2:0). Смирнов отыграл весь первый тайм, после чего был заменён на Евгения Серикова. Летом 1995 года перешёл в «Каховку». Смирнов выступал лишь в первой половине сезона 1995/96 и провёл во Второй лиге Украины 17 матчей, в Кубке Украины сыграл 1 игру. В следующем сезоне играл за мелитопольское «Торпедо» во Второй лиге. Андрей отыграл 12 матчей в данном первенстве и 1 матч в Кубке.

## Статистика
| Сезон            | Клуб                 | Лига                | Чемпионат | Чемпионат | Кубок | Кубок |
| Сезон            | Клуб                 | Лига                | Игры      | Голы      | Игры  | Голы  |
| ---------------- | -------------------- | ------------------- | --------- | --------- | ----- | ----- |
| 1994/95          | Таврия               | Высшая лига Украины | 1         | 0         |       |       |
| 1995/96          | Каховка              | Вторая лига Украины | 17        | 0         | 1     | 0     |
| 1996/97          | Торпедо (Мелитополь) | Вторая лига Украины | 12        | 0         | 1     | 0     |
| Всего за карьеру | Всего за карьеру     | Всего за карьеру    | 30        | 0         | 2     | 0     |